# Botho zu Sayn-Wittgenstein-Hohenstein
Botho Prinz zu Sayn-Wittgenstein-Hohenstein (hans højhed prins Botho til Sayn-Wittgenstein-Hohenstein) (16. februar 1927 i Eisenach - 27. januar 2008 i Salzburg) var en tysk konservativ politiker.
Botho zu Sayn-Wittgenstein-Hohenstein var fra 1958 til 1968 viceborgmester i Bad Laasphe. 
Han var medlem af det tyske parlamentet fra 1965 til 1980, hvor han var viceformand for udvalget for børn, familie og sundhed, og derudover sundhedspolitisk talsmand for CDU/CSU-fraktion.
Fra 1982 til 1994 var han præsident for Tysk Røde Kors.
1. ↑  Navnet er anført på engelsk og stammer fra Wikidata hvor navnet endnu ikke findes på dansk.